# Complexe mégalithique de la Tarkhata
Le complexe mégalithique de la Tarkhata est un site archéologique situé dans le raïon de Koch-Agatch, dans la république de l'Altaï, dans le Sud de la Sibérie, en Russie. Il fut découvert dans les années 1970 et doit son nom à la rivière voisine de la Tarkhata, qui passe non loin du site. Il est parfois dénommé dans la région le Stonehenge de l'Altaï, en référence au site britannique.

## Situation
Le site archéologique se situe dans le raïon de Koch-Agatch, partie la plus au sud de la république de l'Altaï, qui est frontalière avec la Chine et la Mongolie. Il se trouve à 25 km au sud du chef-lieu de Koch-Agatch.
Le site se trouve dans la steppe de la Tchouïa, vaste plateau aride au sein des montagnes de l'Altaï. Au sud du site se trouvent les contreforts de la Tchouïa du Sud, un chainon montagneux de l'Altaï. À 2 km à l'ouest se trouve la Tarkhata, une rivière qui a donné son nom au site. Elle prend sa source dans la Tchouïa du Sud avant de descendre jusqu'à sa confluence dans la Tchouïa, entre Moukhor-Tarkhata et Ortolyk. La route régionale 84K-26, qui va de la R256 à Koch-Agatch jusqu'à Belyachi, dessert le site.

## Historique
La première fouille du site remonte aux années 1970, lorsque le chercheur Vladimir Dimitrievitch Koubarev le découvrit. Il décrivit le site en 1980.
Pendant l'été 1994, une expédition de l'université d'État du Haut-Altaï, dirigée par V.I. Soïonov, étudia le site. Ce dernier mena une nouvelle expédition en 1996-1997 pour étudier le champ magnétique de l'endroit, la composition des roches, ainsi que l'emplacement originel des différents rochers, avant leur déplacement. Un article a été publié en 2000 à l'issue des recherches.
En 2003-2005, le Musée de l'Ermitage mena une expédition sur le site, puis en 2009 par l'Université d'État de Novossibirsk.
Entre 2010 et 2012, un astronome, E.G. Gienko, et un chercheur de l'université de Novossibirsk, E.P. Matochkine, découvrirent de nouveaux pétroglyphes. Ils comprirent que le site était un observatoire et l'emplacement originel des principaux mégalithes fut déterminé,.

## Énigme de la provenance des rochers
La principale énigme porte sur le transport des mégalithes sur le site, dans une région où la roue est apparue très tardivement. Le site le plus proche où l'on pouvait extraire de tels rochers se trouve à 12 km au nord-ouest, et deux hypothèses ont été proposées :
- Une hypothèse suggère que les rochers ont été déposés par un ancien glacier, et les populations n'auraient eu qu'à assembler les rochers ensemble ;
- L'autre hypothèse suggère que les rochers ont bien été déplacés par l'homme, sans toutefois fournir une explication.

Même si la première théorie reste la suggestion la plus simple, elle est très peu probable, car aucun autre dépôt de tels rochers laissés par un glacier n'existe dans le Haut-Altaï. D'ailleurs, il n'y a aucun site semblable ailleurs dans la vallée de la rivière Tarkhata. 
La seule exception se trouve à 70 m au sud du complexe, rocher dont l'appartenance au complexe est incertaine, mais où on a relevé quatre pétroglyphes aux figures humaines.

## Description
La construction du site est datée du début de l'Âge du bronze, entre la fin du IIIe millénaire av. J.-C. et le début du IIe millénaire av. J.-C. Ce site est associé à la culture de Karakol.
Le complexe mégalithique est composé de rochers disposés en cercle d'une circonférence de 60 mètres. Les rochers sont espacés de 0,5 à 6 mètres, tandis que le mégalithe le plus grand fait 6 × 5 × 4 m. Quatre mégalithes font plus de deux mètres de haut. Les plus imposants se trouvent dans la partie nord-ouest du cercle, tandis que les plus petits sont au sud-est.
Les différentes études ont montré que 8 des 14 rochers les plus volumineux ont des anomalies magnétiques, avec certaines mesures ayant un niveau plus faible que la normale et d'autres ayant un niveau plus élevé. Il faut noter qu'aucune anomalie n'a été trouvée dans les zones autour du complexe. Il est soupçonné que si les populations d'alors savaient repérer le magnétisme, il aurait été utilisé pour les rites.
Des pétroglyphes apparaissent sur 4 rochers du complexe : sur un rocher fendu au nord-est, sur un des gros au nord-ouest, sur une pierre éloignée du cercle au sud, et sur une pierre haute de 1,5 m au sud-est. Sur la première, des inscriptions et des pétroglyphes relativement récents ont été relevés, tandis que sur celle excentrée au sud se trouve une poursuite d'un taureau par un homme. Sur celle du sud-est se trouvent des chèvres et d'autres animaux, avec au total près d'une trentaine de gravures. Celle du nord-ouest a une figure mi-humaine mi-animale, ressemblant aux pétroglyphes de Kalbak-Tash.
D'après les calculs des différentes études, il y a 4 000 ans, lors des jours du solstice d'été uniquement, avant le coucher du soleil, un phénomène où la lumière du soleil passait entre les rochers et éclairait le centre du cercle se produisait. De plus, un des rochers n'était éclairé complètement qu'à ce moment-là de l'année. Aujourd'hui, il n'est plus possible d'observer le phénomène. Actuellement, lors de l'équinoxe, on a aussi remarqué qu'un des rochers avait une ombre en forme de flèche.
D'après les résultats de l'étude de E.P. Matochkine et de E.G. Gienko, le complexe était un lieu d'observation du soleil et un sanctuaire, destiné à servir de calendrier solaire. Mais de nombreuses énigmes entourent encore le lieu, sur l'origine des rochers et leur forme, sur les anomalies magnétiques et d'autres problèmes.

## Galerie

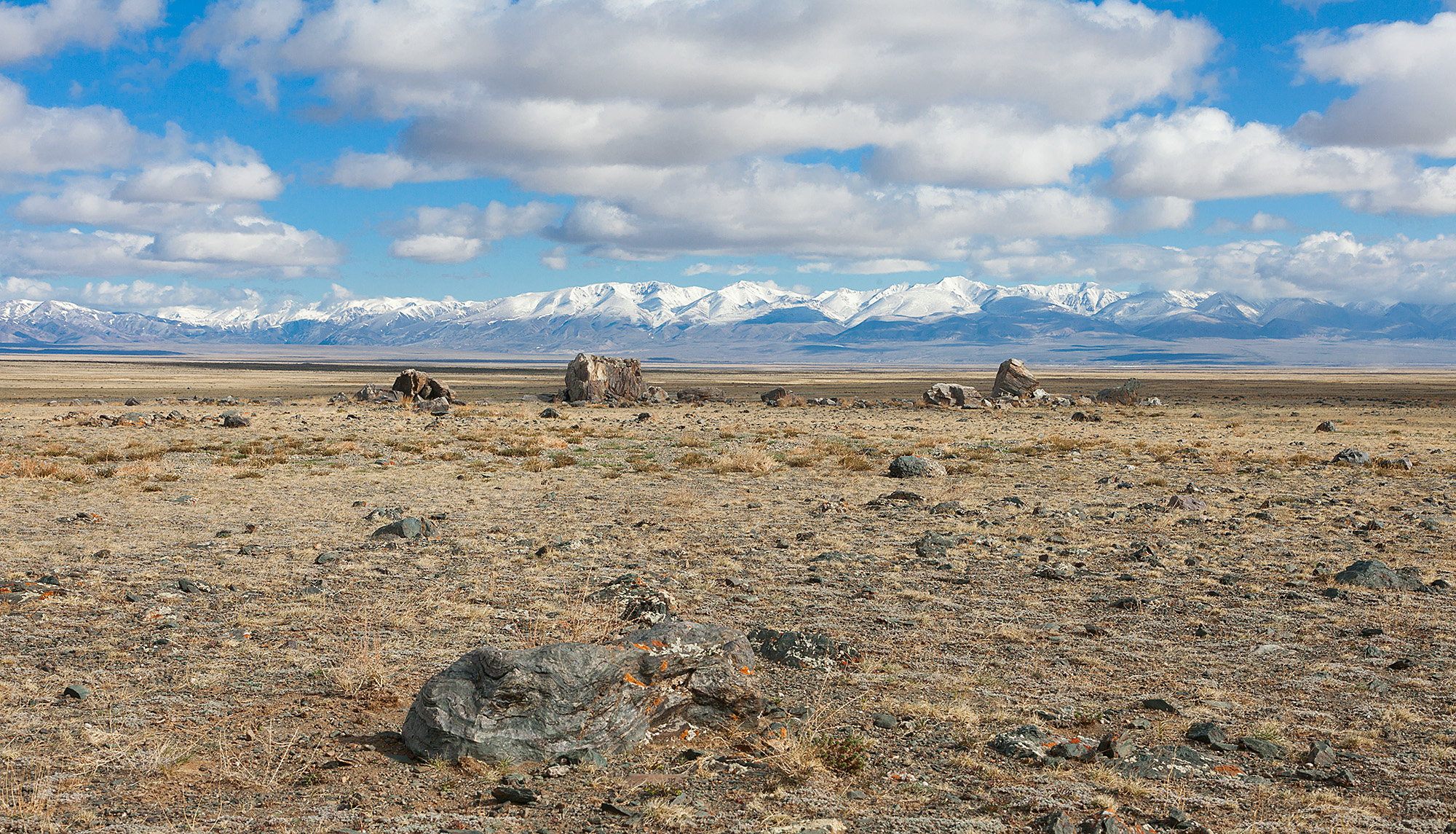
Le site avec les Monts Kouraï au loin
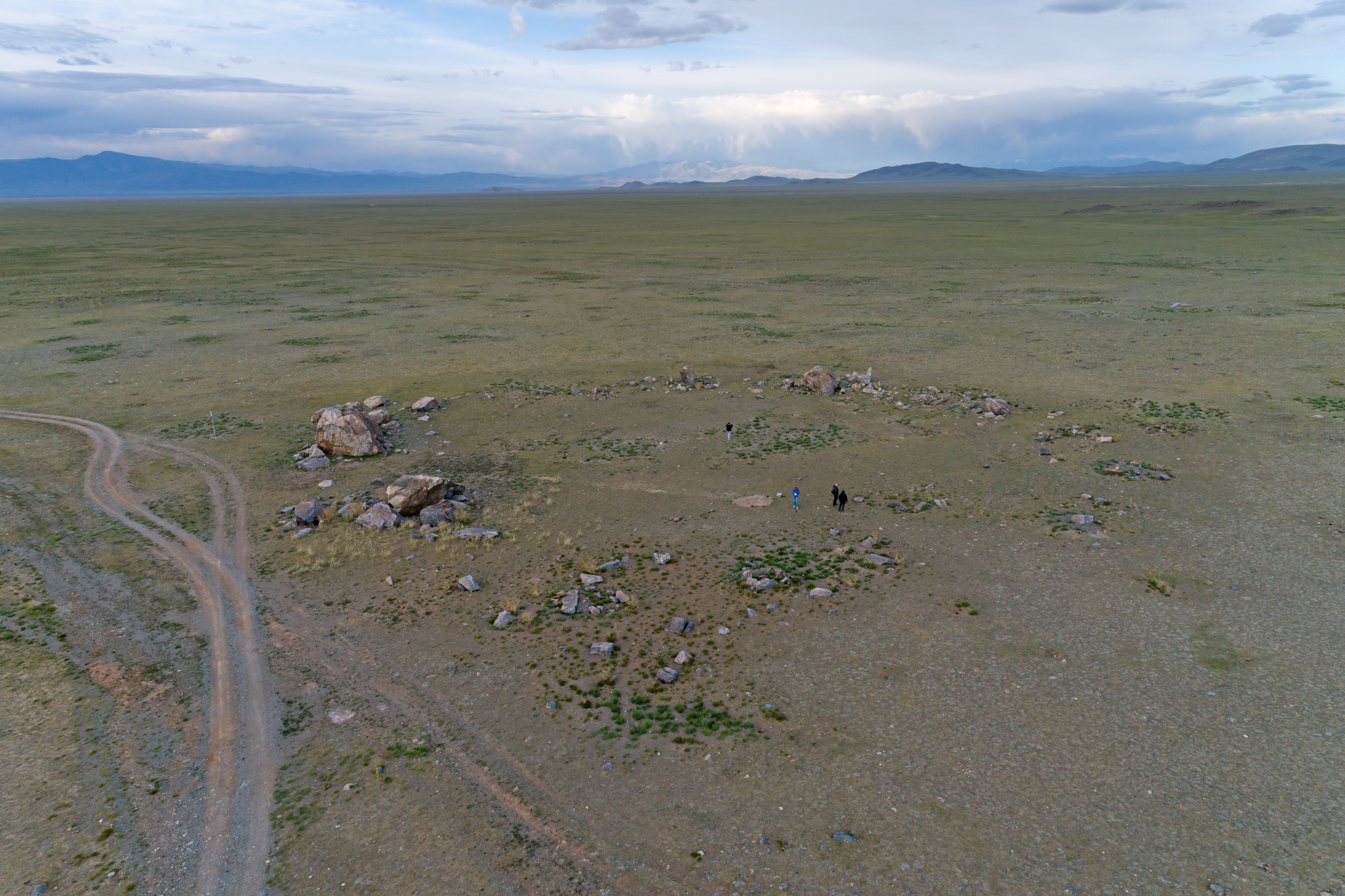
Le site vu du ciel.
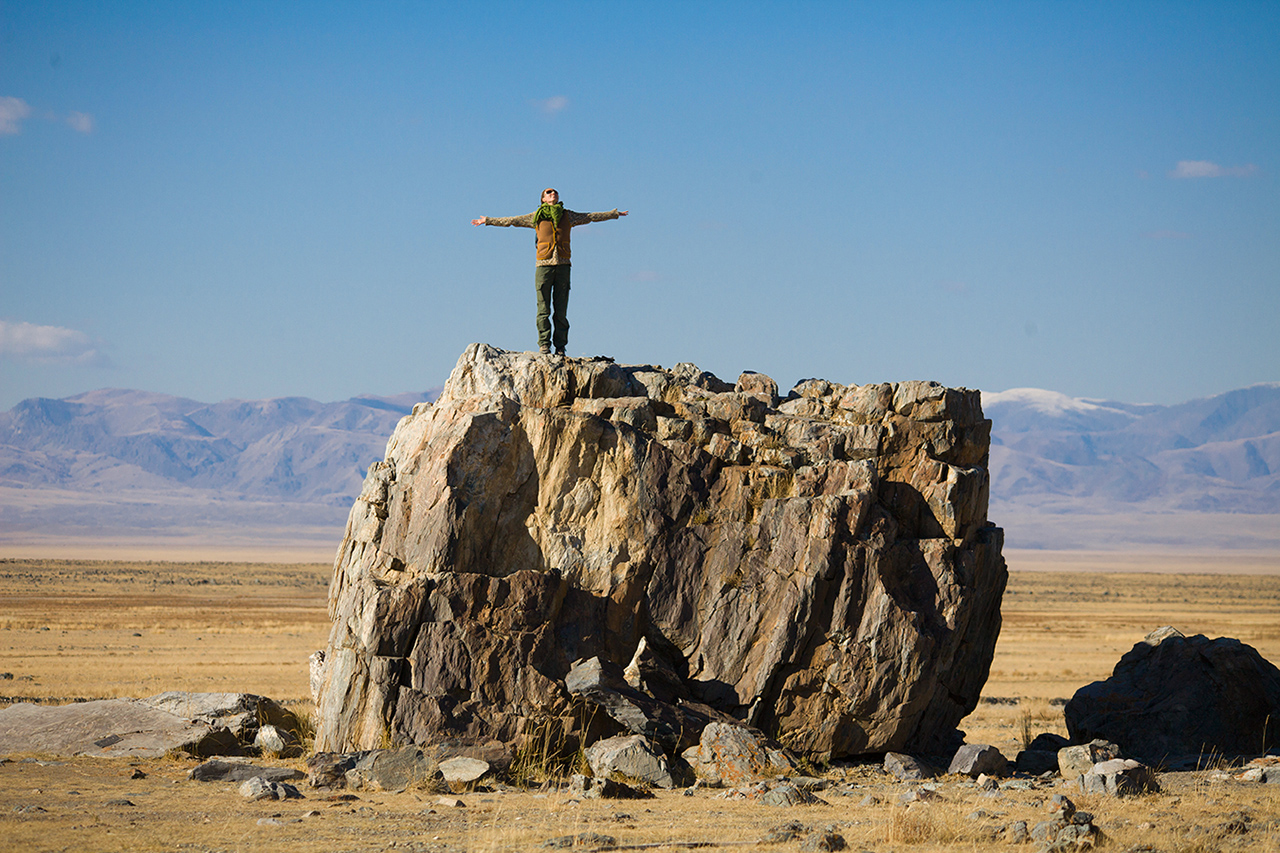
Une femme pour l'échelle sur un des mégalithes.